# Pseudopyxis heterophylla
Pseudopyxis heterophylla là một loài thực vật có hoa trong họ Thiến thảo. Loài này được (Miq.) Maxim. miêu tả khoa học đầu tiên năm 1883.